# Miguel Domínguez Loyo
Miguel Domínguez Loyo(nació en Coscomatepec de Bravo, Veracruz, México el 22 de mayo de 1905, ahí murió el 27 de marzo de 1980) fue un historiador y médico que contribuyo a la historia de Veracruz, estudió en la Escuela Nacional Preparatoria y en la Universidad Nacional Autónoma de México, representó a México en reuniones internacionales, desempeñó diversos cargos administrativos y promovió eventos culturales dentro del estado, contribuyendo notablemente como investigador en el Archivo General de la Nación. Se jubiló en 1978.

## Biografía
Nació en la Ciudad de Coscomatepec de Bravo en el año de 1905. Sus primeros estudios los hizo en Maltrata y los terminó en México, en el Colegio Francés. Se graduó en la Universidad Nacional Autónoma de México, como Cirujano Dentista y poco después como Médico Cirujano. Ejerció sus profesiones por más de veinte años. 
Representó a México comisionado por las Secretarías de Asistencia y Educación en los Congresos Médicos Panamericanos celebrados en St. Louis Missouri y Cincinnati, Ohio, E.U.A., los años 1938 y 1939. En el segundo semestre de 1940 fue comisionado en varios países de Sudamérica para estudiar la organización del Seguro Social. Fue Miembro distinguido de la Asociación Médica Mexicana y llegó a ser presidente de la Asociación de Cirujanos Dentistas de la Universidad Nacional Autónoma de México.
Como Historiador contribuyo notablemente al Archivo General de la Nación fue presidente del Congreso Mexicano de Historia y permaneció como presidente del Consejo Permanente y de Vigilancia de la misma Institución. Organizó y asistió a numerosas Reuniones y Mesas Redondas sobre la materia (Historia Regional de Veracruz, Guanajuato, Durango, Guerrero, Baja California, Tlaxcala, etc). 
Representó a la Secretaría de Gobernación y al Estado de Veracruz en La Mesa Redonda de Historia de México y Estados Unidos, que la selección cultural de la Biblioteca del Congreso de los Estados Unidos de Norteamérica, celebró en Monterrey N. L. en el año de 1949. Fue miembro de la Academia Mexicana de Historia y Geografía, expresidente del Instituto Veracruzano de la Cultura. Por varios años fue director de la revista “Veracruz”

## Obra principal
- La erección del estado de Guerrero Domínguez, M. (1949). La erección del estado de Guerrero: antecedentes históricos. México: Secretaría de Educación Pública.[4]
- Cómo salió del país el gral. Díaz al fracasar la revolución de la Noria Domínguez, M. (1947). Cómo salió del país el gral. Díaz al fracasar la revolución de la Noria. México: (n.p.).
- Apuntes para la historia veracruzana I.Secretaría de Gobernación, 1943,Submateria: Hist. de Veracruz, Páginas: 330.[5]
- La intervención y el imperio en Veracruz 'Domínguez Loyo, M. (1982). La intervención y el imperio en Veracruz. México: Gobierno de Veracruz.[6]
- Independencia y revolución en Sinaloa Domínguez Loyo, M. (2009). Independencia y revolución en Sinaloa. México: Archivo Histórico, General del Estado de Sinaloa.[7]
- El batallón expedicionario Asturias y su comandante don Juan de Cándano Domínguez Loyo, M. (1964). El batallón expedicionario Asturias y su comandante don Juan de Cándano: episodios de la Guerra de Independencia. México: Editorial Citlaltépetl.[8]
- Semblanza coscomatepecana el pretérito lejano, por las centurias del coloniaje : la lucha por la emancipación política: páginas del México Independiente Domínguez Loyo, M. (1983). Semblanza coscomatepecana: el pretérito lejano, por las centurias del coloniaje: la lucha poe la emancipación política: páginas del México Independiente. México: Orión.[9]
- Fernando de J. Corona (distinguido jurisconsulto y liberal veracruzano autor de los Códigos Corona)Domínguez Loyo, M., González Bustamante, J. J. (1970). Fernando de J. Corona: distinguido jurisconsulto y liberal veracruzano autor de los Códigos Corona. Venezuela: Orión.[10]
- El bachiller don Antonio Amez y Argüelles 'Domínguez Loyo, M. (1950). El bachiller don Antonio Amez y Argüelles. México: (n.p.).[11]